# Inor
Inor é uma comuna francesa na região administrativa de Grande Leste, no departamento de Meuse. Estende-se por uma área de 6,46 km². Em 2010 a comuna tinha 191 habitantes (densidade: 29,6 hab./km²).